# Arthur Fonjallaz
Arthur Fonjallaz (* 2. Januar 1875 in Prilly; † 24. Januar 1944 in St. Moritz) war Oberstbrigadier der Schweizer Armee und leitendes Mitglied der faschistischen Frontenbewegung.

## Leben
Arthur Fonjallaz war Sohn eines Waadtländer Weinbauern aus Lausanne. Er wurde in der psychiatrischen Anstalt in Cery bei Prilly geboren, wo seine Mutter interniert war. 

Als junger Mann besuchte Fonjallaz die Militärakademie Modena. In der Schweizer Armee erreichte er den Rang eines Oberstbrigadiers, bevor er 1923 nach einer Affäre zurücktreten musste. Im November 1933 wurde er aus der Schweizer Milizarmee altersbedingt entlassen.
Um 1922, dem Vorjahr des Vertrags von Lausanne, war Fonjallaz Vorsitzender der pro-türkischen Société Suisse des amis de la Turquie, einer Vereinigung zur Förderung industrieller Interessen der Schweiz in der Türkei. In dieser Funktion hielt er am 16. Dezember 1922 in Lausanne eine Lobbying-Veranstaltung ab und traf am 29. Juni 1923 Mustafa İsmet Pascha und den ehemaligen osmanischen  Handelsminister Mustafa Cheref Bey, bei denen er zusammen mit einem Mitarbeiter von Bundesrat Edmund Schulthess mit Plänen von Schweizer Unternehmen vorstellig wurde.
Politisch war er zuerst in der Bauern-, Gewerbe- und Bürgerpartei (BGB) aktiv. 1932 trat er aus der BGB aus und trat eine Stelle als Dozent für Kriegswissenschaften an der ETH Zürich an. Anfang 1933 gründete er in Rom die Schweizerische Faschistische Bewegung. Er war ein Anhänger des italienischen Politikers und Schriftstellers Enrico Corradini.
Am 17. Oktober reiste Fonjallaz nach Rom und wurde von Benito Mussolini im Palazzo Venezia empfangen. Der Besuch führte in der schweizerischen Öffentlichkeit zu heftigen Diskussionen. Insgesamt traf Fonjallaz Mussolini etwa 15-mal, und er erhielt bis 1936 etwa 600'000 Franken von Mussolini.
1934 schlossen sich die Frontenparteien Heimatwehr und die Schweizerische Faschistische Bewegung unter der Führung von Fonjallaz zur Helvetischen Aktion zusammen.
Im April 1934 lancierte Fonjallaz eine Volksinitiative für ein Verbot der Freimaurerei. Die Fonjallaz-Initiative wurde am 10. Dezember 1934 mit 56'238 Unterschriften eingereicht und in der Volksabstimmung am 28. November 1937 deutlich verworfen. Sie erhielt (in gerundeten Zahlen) 234'000 Ja-Stimmen gegen 515'000 Nein-Stimmen bei einer Stimmbeteiligung von 64 %. Die Stände lehnten die Initiative mit überwältigender Mehrheit ab. Nur der Kanton Freiburg stimmte der Initiative mit einer knappen Mehrheit von 53 % zu, dort lag die Stimmbeteiligung bei 43 %. Unterstützt hatte das Anliegen jedoch der vom Migros-Unternehmer Gottlieb Duttweiler ins Leben gerufene Landesring der Unabhängigen (LdU).
1937 publizierte er ein Buch über Mussolini (Energie et Volonté), worauf er aus der Heimatwehr ausgeschlossen wurde. 1940 wurde Fonjallaz in Schaffhausen beim Versuch, nach Deutschland einzureisen, verhaftet. 1941 wurde er zu drei Jahren Zuchthaus verurteilt, wegen des Vorwurfs der Spionage für Deutschland. Am 24. Januar 1944 starb Fonjallaz.